# Barbus rosae
Barbus rosae är en fiskart som beskrevs av Boulenger, 1910. Barbus rosae ingår i släktet Barbus och familjen karpfiskar. IUCN kategoriserar arten globalt som otillräckligt studerad. Inga underarter finns listade.